# Baptorhachis foliacea
Baptorhachis foliacea är en gräsart som först beskrevs av Clayton, och fick sitt nu gällande namn av Clayton. Baptorhachis foliacea ingår i släktet Baptorhachis och familjen gräs. Inga underarter finns listade i Catalogue of Life.